# Pratt, Kansas
Pratt är en stad (city) i Pratt County, i delstaten Kansas, USA. Enligt United States Census Bureau har staden en folkmängd på 6 850 invånare (2011) och en yta på 19,1 km². Pratt är huvudort i Pratt County.